# József Hunics
József Hunics, né le 10 mars 1936 à Ráckeresztúr et mort le 27 juillet 2012 à Budapest, est un céiste hongrois. 

## Biographie
József Hunics participe aux Jeux olympiques d'été de 1956 et remporte avec Imre Farkas la médaille de bronze dans l'épreuve du 10 000 mètres en canoë biplace.